# ライブドアドリームテクノロジー
株式会社ライブドアドリームテクノロジー（英称：livedoor Dream Technology Co.,Ltd.）は、コンピュータソフト開発を事業とする企業。2006年3月に株式会社ライブドアが株式を売却。

## 概要
- 所在地：東京都港区南麻布4-11-30 南麻布渋谷ビル7階
- 設立日：2005年6月9日
- 資本金：10,000,000円